# Хімнастік (Таррагона)
Клуб «Хімнастік Таррагона» (ісп. Club Gimnàstic de Tarragona, S. A. D.) — іспанський футбольний клуб з Таррагони, заснований у 1886 році. Виступає в Сегунді. Домашні матчі приймає на стадіоні «Ноу Естаді», місткістю 14 591 глядач.

## Досягнення
- Сегунда Б
  - Переможець: 1996/97.